# ماريت روزبرغ ياكوبسن
ماريت روزبرغ ياكوبسن (بالنرويجية البوكمول: Marit Røsberg Jacobsen)‏ مواليد 25 فبراير 1994 في نارفيك، النرويج، هي لاعبة كرة يد نرويجية تلعب كجناح أيمن. مثلت منتخب النرويج لكرة اليد للسيدات.

## الإنجازات
- بطولة العالم لكرة اليد للسيدات شباب:
  - الميدالية البرونزية: 2012

## روابط خارجية
- ماريت روزبرغ ياكوبسن على موقع الاتحاد الدولي لكرة اليد (الإنجليزية)
- ماريت روزبرغ ياكوبسن على موقع الاتحاد الأوروبي لكرة اليد (الإنجليزية)
- ماريت روزبرغ ياكوبسن على موقع الاتحاد النرويجي لكرة اليد (النرويجية)
- ماريت روزبرغ ياكوبسن على موقع اللجنة الأولمبية الدولية (الإنجليزية)
- ماريت روزبرغ ياكوبسن على موقع أوليمبيديا (الإنجليزية)